# ریشارت کاچوروفسکی
ریشارت کاچوروفسکی (لهستانی: Ryszard Kaczorowski ؛ ۲۶ نوامبر ۱۹۱۹ – ۱۰ آوریل ۲۰۱۰) یک سیاست‌مدار اهل لهستان و آخرین رئیس‌جمهور دولت در تبعید لهستان بود.
وی در ۱۰ آوریل ۲۰۱۰ در سانحه توپولف-۱۵۴ نیروی هوایی لهستان به همراه لخ کاچینسکی رئیس‌جمهور لهستان کشته‌شد. وی هنگام مرگ ۹۰ سال داشت.